# معرض الأجسام
معرض الأجسام هو معرض يعرض الأجسام البشرية التي تم الحفاظ عليها من خلال عملية تسمى التلدين وتشريحها لعرض أجهزة الجسم. تم افتتاحه في تامبا، فلوريدا في 20 أغسطس 2005. إنه مشابه لمعرض معرض عوالم الجسم (الذي افتتح عام 1995)،  وإن لم يكن تابعًا له. يعرض المعرض الأعضاء الداخلية والأنظمة العضوية، والأجسام في أوضاع نشطة  والأجنة في مراحل مختلفة من التطور.
يدير المعرض بريميير إكزيبيشنز الذي يقدم ويعزز معروضات مماثلة بما في ذلك «كشف الأجسام» و «جسدنا: الكون في الداخل» ومعارض ترفيهية أخرى. يعرض المعرض 13 عينة لكامل الجسم وأكثر من 260 عضوًا وعينة جزئية من الجسم. تم تشريح هذه الأجسام البشرية الحقيقية بدقة، والحفاظ عليها من خلال عملية مبتكرة.
أثار المدافعون عن حقوق الإنسان مخاوف من أن الجثث هي جثث سجناء صينيين تم إعدامهم، وأن أسر الضحايا لم توافق. وزعم المعرض أن الأصل المفترض للجثث والأجنة «يعتمد فقط على تمثيلات شركائها الصينيين» وأنهم «لا يستطيعون التحقق بشكل مستقل» من أن الجثث لا تخص سجناء تم إعدامهم. كان لدى الكاثوليك أيضًا مستويات عالية من القلق بشأن السماح للأطفال بمشاهدة الشاشات التي تحتوي على رفات بشرية.

## تنظيم المعرض
تم إعداد المعرض بحيث يبدأ المرء من الجهاز الهيكلي، ويتم إضافة المزيد من الطبقات (الجهاز العضلي والعصبي والدورة الدموية  والجهاز الهضمي  والجهاز التنفسي والجهاز البولي  والتناسلي بالإضافة إلى نمو الجنين والجسم المعالج) في الغرف المتتالية. يحتوي كل معرض على ما يقرب من عشرين جثة في المجموع، ويستخدم أجسامًا بشرية حقيقية تم الحفاظ عليها بشكل دائم من خلال عملية تسمى «حفظ البوليمر» (يشار إليها عادةً باسم «التلدين») حتى لا تتحلل.
تم تنظيم هذا المعرض من قبل الشركة العامة، Premier Exhibitions Incorporated، والتي نظمت أيضًا الهيئات التي تم الكشف عنها أولاً في سيؤول كوريا الجنوبية ومؤخراً في الولايات المتحدة. استلمت الشركة الجثث للبحث من الحكومة الصينية، التي تبرعت بها لأن جميع الجثث وقت الوفاة لم يكن لها أقرباء أو عائلات مباشرة لاستدعاء الجثث. تم التشريح في جامعة داليان في لياونينغ، الصين وتم تأجير العينات الناتجة إلى Premier Exhibitions لمدة خمس سنوات من المعرض.
يتم ترتيب بعض العينات بحيث يؤدون أنشطة مثل لعب البوكر أو إدارة أوركسترا. على طول الطريق، تظهر عروض أخرى تمدد الأمعاء البشرية  والرئة الملوثة لمدخن بالغ وجميع الشرايين والأوردة بدون الجسم نفسه. يشتمل معرض الرئة الملوثة للمدخن أيضًا على صندوق وقوف واضح يمكن للضيوف فيه التخلص من السجائر ومنتجات التبغ بعد مشاهدة الشاشة.
في معرض لاس فيجاس، كان هناك أيضًا رئة ملوثة لجنين معروضة. يتضمن قسم واحد عدة أجنة في مراحل مختلفة من التطور. مات جميع الأجنة بسبب الإجهاض، وتم إبراز الاضطرابات التي تسببت في كل منها في معظم الشاشات. قبل الدخول لهذه المنطقة مباشرة يتم إخطار الضيوف من خلال علامة صغيرة في المعرض بحساسية معرض الأجنة، ويتم منحهم خيار تخطي تلك الغرفة إذا رغبوا في ذلك.

### المحافظة على الأجسام والأجهزة
يتم منع الجثث من التحلل عن طريق البلاستيك، وهي عملية مطاطية حاز مخترعها عالم التشريح غونتر فون هاجينز على براءة اختراع في السبعينيات. جوهر العملية هو استبدال الماء والمواد الدهنية في خلايا الجسم أولاً بالأسيتون ثم بالبلاستيك، مثل مطاط السيليكون أو البوليستر أو راتنجات الإيبوكسي.
مخاوف اخلاقية
وقد أثيرت مخاوف بشأن أصل الجثث وأخلاقيات مشاهدة الرفات البشرية (خاصة من قبل الكاثوليك) للأطفال. في افتتاحية، تساءل القس اللوثري كريستوف راينرز عن تأثير ذلك على قيم الأطفال. قبل العرض الأول في الولايات المتحدة لعام 2005، أعرب المدعي العام في فلوريدا عن رأي مفاده أن موافقة مجلس الدولة التشريحي يجب أن تكون مطلوبة. حارب المجلس معرض تامبا، حيث أعرب مديره عن رأي مفاده أنه يجب إغلاق المعرض. لم يوافق مسؤولو المعارض  رئيس الوزراء، زاعمين أن المجلس له اختصاص فقط في كليات الطب وليس المتاحف؛ افتتح المعرض قبل يومين من الموعد المحدد في متحف تامبا للعلوم والصناعة.
منذ عام 2006، نشرت صحيفة نيويورك تايمز والبرنامج التلفزيوني 20/20 تقارير عن «السوق السوداء» حول الجثث والأعضاء الصينية، مما أثار تحقيقًا في الكونجرس، من قبل حاكم نيويورك أندرو كومو  واستقالة الرئيس التنفيذي لرئيس الوزراء أرني جيلر. نتيجة لتحقيق كومو والتسوية اللاحقة في عام 2008،  تعرض الصفحة الأولى لموقع المعرض إخلاء مسؤولية حول الأصل المفترض للجثث والأجنة، قائلة إنها «تعتمد فقط على تمثيلات شركائها الصينيين» و «لا تستطيع التحقق بشكل مستقل» من أن الجثث لا تخص سجناء تم إعدامهم. اعترض كل من الناشط في مجال حقوق الإنسان هاري وو  ومدير مجموعة الدفاع عن حقوق الإنسان في الصين على المعرض على هذه الأسس.